# Pheidole indistincta
Pheidole indistincta är en myrart som beskrevs av Auguste-Henri Forel 1899. Pheidole indistincta ingår i släktet Pheidole och familjen myror. Inga underarter finns listade i Catalogue of Life.